# Aharon de Karlin
El rabino Aharon de Karlin, era conocido entre los judíos jasídicos como el rabino Aarón el Grande, fue un rabino que nació en 1736 y murió en 1772. El rabino Aharon fue uno de los primeros grandes rabinos de la dinastía jasídica de Karlin. El rabino Aharon ayudó a la rápida difusión del jasidismo en Europa del Este, y fue conocido por la elocuencia de sus sermones. Murió un año antes que su maestro, el gran rabino Dov Ber de Mezeritch. El rabino Aharon fue sucedido por su discípulo, el rabino Shlomo de Karlin. Las obras del rabino Aharon fueron impresas por su nieto, el rabino Aaron ben Asher de Karlin.